# 兩西西里的瑪麗亞·伊瑪科拉塔
瑪麗亞·伊瑪科拉塔（義大利語：Maria Immacolata，1844年4月14日—1899年2月18日），兩西西里國王費迪南多二世的次女。

## 家庭
1861年，瑪麗亞·伊瑪科拉塔與托斯卡納大公利奧波多二世的次子卡爾·薩爾瓦多結婚，兩人共有5子5女：
1. 瑪麗亞·特蕾莎（1862年—1933年）
2. 利奧波德·薩爾瓦多（1863年—1931年）
3. 法蘭茲·薩爾瓦多（1866年—1939年）
4. 卡羅琳·瑪麗亞（英语：Archduchess Karoline Marie of Austria）（1869年—1945年）
5. 阿爾布雷希特·薩爾瓦多（1871年—1896年）
6. 瑪麗亞·安東妮（1874年—1891年），早逝
7. 瑪麗亞·伊瑪科拉塔（1878年—1968年）
8. 萊納·薩爾瓦多（1880年—1889年），夭折
9. 亨麗埃特（1884年—1886年），夭折
10. 斐迪南·薩爾瓦多（1888年—1891年），夭折